# Yamith Cuesta
Yamith Cuesta (Turbo, Antioquia, Colombia, 17 de abril de 1989) es un exfutbolista colombiano. Jugaba de defensa y su último equipo fue Santa Fe de Colombia.

## Trayectoria

### Santa Fe
Yamith Cuesta comenzó jugando con el club bogotano Santa Fe en el año 2007. 

### Expreso Rojo
Para el 2008 es adquirido por el club Expreso Rojo de la Primera B, club al cual perteneció hasta el mes de agosto del 2009.

### Chivas USA
Es confirmado como nuevo jugador del Chivas USA en la Major League Soccer de los Estados Unidos.

### Chicago Fire
Luego de jugar dos temporadas con el equipo californiano, es adquirido por el Chicago Fire en 2011.

### Conquense
En 2012, la Unión Balompédica Conquense, de la ciudad española de Cuenca, anunció el fichaje del jugador colombiano, completando las peticiones del nuevo técnico del equipo español, José Luis Montes.

### Aragua F. C.
El 25 de junio de 2015 es confirmado por el club venezolano Aragua FC como su nuevo refuerzo.

### Santa Fe
Para el año 2016, Cuesta vuelve al equipo en el que se formó,y tras 9 años vuelve al equipo de la capital de Colombia.

## Selección nacional
Con la Selección de fútbol de Colombia Yamith Cuesta hace parte del equipo que juega en el Campeonato Sudamericano Sub-20 de 2009, marcando el primer gol colombiano en el torneo frente a Perú, el cual significó la victoria final de 1-0.

## Clubes
| Club             | País             | Año              | Partidos | Goles |
| ---------------- | ---------------- | ---------------- | -------- | ----- |
| Santa Fe         | Colombia         | 2007             | 25       | 0     |
| Expreso Rojo     | Colombia         | 2008 - 2009      | 2        | 0     |
| Chivas USA       | Estados Unidos   | 2009 - 2010      | 20       | 0     |
| Chicago Fire     | Estados Unidos   | 2011             | 23       | 1     |
| Conquense        | España           | 2012             | 16       | 0     |
| América de Cali  | Colombia         | 2012 - 2013      | 18       | 2     |
| Fortaleza        | Colombia         | 2014             | 20       | 3     |
| Deportivo Pasto  | Colombia         | 2015             | 8        | 0     |
| Aragua F. C.     | Venezuela        | 2015             | 23       | 2     |
| Santa Fe         | Colombia         | 2016             | 6        | 0     |
| Total en carrera | Total en carrera | Total en carrera | 161      | 8     |

## Palmarés

### Campeonatos nacionales
| Título              | Club     | País     | Año  |
| ------------------- | -------- | -------- | ---- |
| Torneo Finalización | Santa Fe | Colombia | 2016 |

### Campeonatos internacionales
| Título           | Club     | País           | Año  |
| ---------------- | -------- | -------------- | ---- |
| Copa Suruga Bank | Santa Fe | Kashima, Japón | 2016 |